# マルプラクティス〜陰謀の処方箋〜
『マルプラクティス～陰謀の処方箋～』（マルプラクティス いんぼうのしょほうせん、Malpractice）は、グレース・オフォリ＝アターが制作・脚本を担当したイギリスの医療ドラマテレビシリーズ。医療スキャンダルに巻き込まれた医師をニアフ・アルガーが演じる。2023年4月23日にITVとITVXで放送が開始された。第2シリーズの制作が決定している。
日本では、2024年7月14日よりWOWOWで放送された。

## キャスト
※括弧内は日本語吹替。
ルシンダ・エドワーズ
演 - ニアフ・アルガー（鹿野真央）
ロイヤル病院の医師。
ノーマ・キャラハン
演 - ヘレン・ビーハン（本田貴子）
ウェストヨークシャー医療ユニットのトップ。
ジョージ・アジェイ
演 - ジョーダン・クアメ（清水優譲）
調査担当医師。
レオ・ハリス
演 - ジェームズ・ピュアフォイ（田中美央）
ベス・レルフ
演 - ハンナ・ウォルターズ（井上明子）
看護師長。
オスカー・ビーティ
演 - スコット・チェンバース（ケンコー）
ラムヤ・モーガン
演 - プリヤンカ・パテル（松井暁波）
マイク・ウィレット
演 - トリスタン・スターロック（吉富英治）
トム・エドワーズ
演 - ローン・マクファディエン（田中宏樹）
ルシンダの夫。
コリンヌ・ロナガン教授
演 - テレサ・バンハム（高島雅羅）
製薬会社の副社長。
ジュバイル・シーン
演 - アッシュ・タンドン（小松史法）
薬局チェーンのオーナー。

## 製作
グレース・オフォーリ・アターは、脚本を書く前に国民保健サービスで医師として働いていた。第1シーズンはウェスト・ヨークシャーで撮影された。